# Demokratikus Erők Szövetsége
A Demokratikus Erők Szövetsége a fő ellenzéki párt volt Bulgáriában 1989 után, a kerekasztal-tárgyalásokon a kommunisták vitapartnere.
Kormánypárt 1991-1994, 1997-2001 és 2014-2017 között. Az Egyesült Demokrata Erők választási szövetség fő ereje volt.
A 2001-es választási vereség után több szakadás következett be a pártban. Először 2001-ben Sztefan Szofijanszki, szófiai főpolgármester hívei távoztak a pártból és Szabad Demokraták Szövetsége néven új pártot alapítottak. Majd 2003-ban a párt tagságának kb. fele Demokraták Erős Bulgáriáért néven, Ivan Kosztov volt miniszterelnökkel az élen új pártot alapított.
Az Európai Néppárt tagja.

## Elnökök
- Zselju Zseljev (1989–1990)
- Petr Beron (1990)
- Filip Dimitrov (1990–1994)
- Ivan Kosztov (1994–2001)
- Jekatyerina Mihajlova (2001–2002)
- Nagyezsda Mihajlova (2002–2005)
- Petr Sztojanov (2005–2007)
- Plamen Jurukov (2007–2008)
- Martin Dimitrov (2009–2012)
- Emil Kabaivanov  (2012–2013)
- Bozsidar Lukarszki (2013–2018)
- Rumen Hrisztov (2018–)

## Választási eredmények
| év   | szavazatarány | mandátumszám | szavazatszám | státusz       |
| ---- | ------------- | ------------ | ------------ | ------------- |
| 1990 | 36,2%         | 144          | 2 217 798    | kormánypárt   |
| 1991 | 34,36%        | 110          | 1 903 567    | kormánypárt   |
| 1994 | 24,23%        | 69           | 1 260 374    | ellenzék      |
| 1997 | 18,18%        | 21           | 830 338      | kormánypárt   |
| 2001 | 9,36%         | 21           | 395 733      | ellenzék      |
| 2005 | 7,68%         | 20           | 280 323      | ellenzék      |
| 2009 | 6,76%         | 15           | 285 418      | ellenzék      |
| 2013 | 1,38%         | 0            | 48 681       | nem jutott be |
| 2014 | 8,89%         | 23           | 291 806      | kormánypárt   |
| 2017 | 3,06%         | 0            | 107 399      | nem jutott be |
| 2021 | 22,44%        | 2            | 596 456      | ellenzék      |

| év   | szavazatarány | mandátumszám | szavazatszám |
| ---- | ------------- | ------------ | ------------ |
| 2007 | 4,74%         | 0            | 91 871       |
| 2009 | 7,95%         | 1            | 204 817      |
| 2014 | 6,45%         | 1            | 144 532      |